# Duinen Schiermonnikoog
Duinen Schiermonnikoog is een Natura 2000-gebied (gebiedsnummer 6) op het Waddeneiland Schiermonnikoog met de classificatie 'duinen'.
Het is een uitgestrekt duingebied dat zich over een groot deel van de westelijke helft van het eiland uitstrekt. Het duingebied heeft een grote diversiteit en goed ontwikkelde kalkrijke duinvalleien. Aan de westzijde omvat het gebied ook een zoetwaterplas, de Westerplas. 
Dit gebied is op 26 februari 2009 definitief aangewezen als Natura 2000-gebied. 